# Casa Clareville

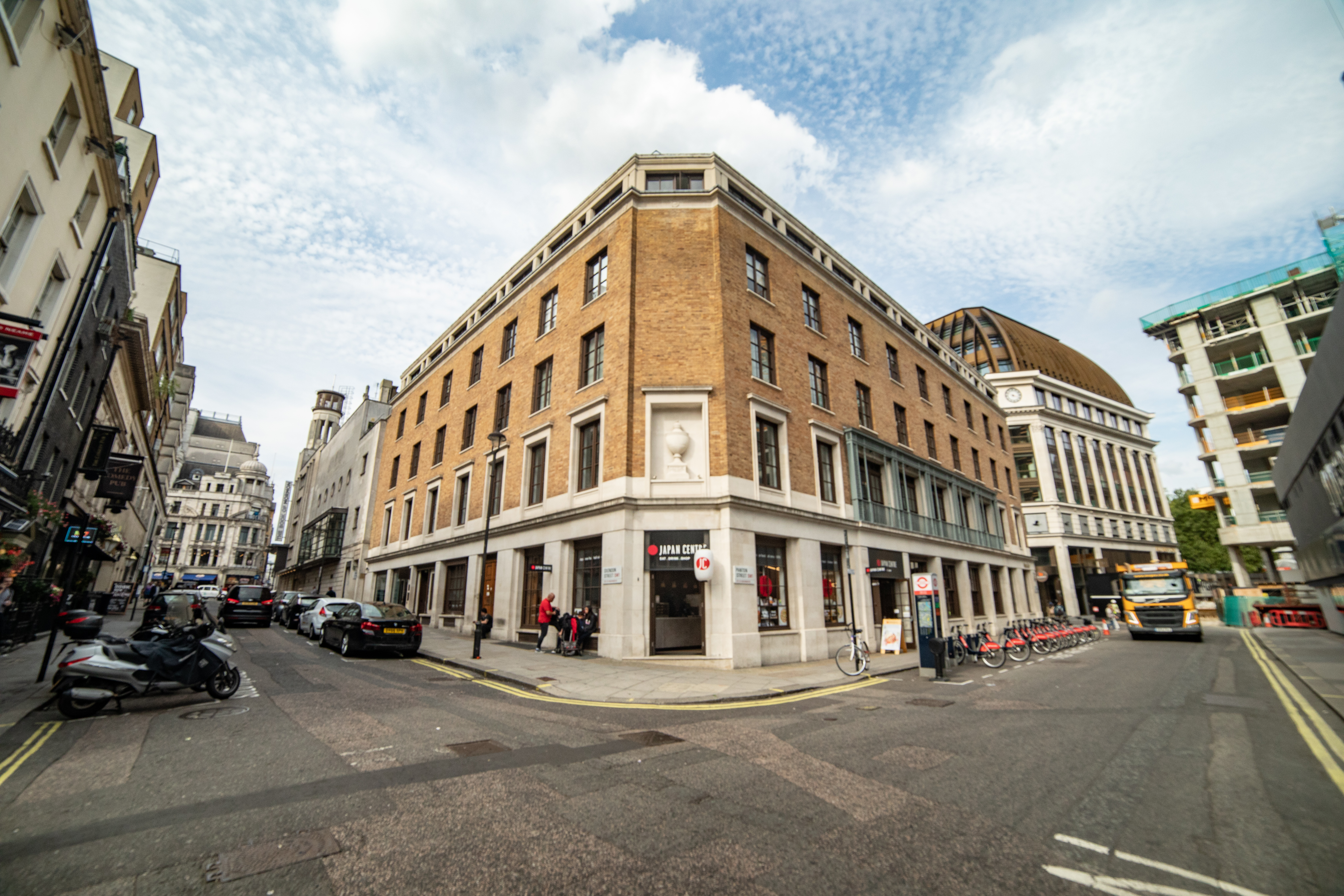
Casa Clareville

A Casa Clareville é um edifício de escritórios listado como grau II com instalações de negócios no andar térreo no lado norte da Panton Street, na cidade de Westminster, em Londres. Também faz fronteira com a Oxenden Street e a Whitcomb Street. O estreito e pedestre Whitcomb Court fica no lado norte do edifício. Foi projectado em 1955 por Albert Richardson e construído em 1961-3 para a Stone's Chop House, que fechou em 1981.